# 31680 Josephuitt
31680 Josephuitt è un asteroide della fascia principale. Scoperto nel 1999, presenta un'orbita caratterizzata da un semiasse maggiore pari a 2,5868872 UA e da un'eccentricità di 0,1059340, inclinata di 8,39044° rispetto all'eclittica.